# Albert de Broglie
Pour les autres membres de la famille, voir Maison de Broglie.
Pour les articles homonymes, voir Broglie.
Albert de Broglie (se prononce de Breuil) , 4e duc de Broglie, né à Paris le 13 juin 1821 et mort dans la même ville le 19 janvier 1901, fils d'Achille Victor, duc de Broglie, est un historien, diplomate et homme d'État français, monarchiste, sous la troisième république l'une des figures du royalisme orléaniste et du catholicisme libéral.

## Biographie
Secrétaire d'ambassade à Madrid puis à Rome sous le règne de Louis-Philippe Ier, il quitte son poste en 1848 et s'abstient de toute activité politique sous le Second Empire.
Il publie alors plusieurs ouvrages d'histoire, tout en collaborant au Correspondant et à La Revue des Deux-Mondes.
Albert de Broglie entre au Conseil d’administration de la Compagnie de Saint-Gobain en 1852 et en est le président de 1866 à 1901.
Le 4 avril 1856 il assiste à la fondation de L'Œuvre des Écoles d'Orient plus connue actuellement sous le nom de L’Œuvre d’Orient, il fut membre de son 1er Conseil général du 25 avril 1856 jusqu’à sa mort.
Candidat orléaniste à la députation dans la deuxième circonscription de l'Eure le 24 avril 1869, il n'est pas élu. Sa seconde candidature, sur la liste conservatrice, le 8 février 1871, est couronnée de succès, mais Thiers le nomme quelques jours plus tard, le 19 février 1871, ambassadeur à Londres.
Durant son ambassade, jusqu'au 17 mai 1872, il est amené à signer le traité du 13 mars 1871, révisant celui de Paris de 1856 sur la question d'Orient, et à négocier le traité de commerce de 1872.
De retour à la Chambre en mai 1872, il prend la tête de l'opposition conservatrice et parvient à mettre Thiers en minorité sur son projet de République conservatrice, le poussant à démissionner le 24 mai 1873 de sa double fonction de chef de l'Etat et de président du Conseil.
Il incite alors le maréchal de Mac-Mahon à se faire élire président de la République, tandis qu'il occupe lui-même la fonction de président du conseil à la tête d'un cabinet d'Ordre moral dont il est le ministre des Affaires étrangères, puis le ministre de l'intérieur.
Monarchiste de tradition, il laisse s'organiser, pendant l'été 1873, la campagne fusionniste, suivant le projet de troisième restauration, destinée à porter sur le trône le comte de Chambord, Henri d'Artois. Devant l'échec de cette tentative, il fait voter le septennat en faveur du maréchal de Mac-Mahon, le 20 novembre 1873.

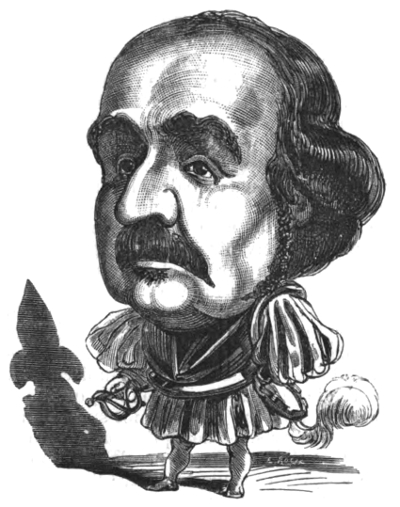
Caricature par Georges Lafosse parue dans Le Trombinoscope de Touchatout en 1873.

Son gouvernement observe une neutralité sur le projet de construction de la basilique du Sacré-Cœur de Montmartre et, en même temps, s'oppose aux manifestations anti cléricales.
Il défend une conception aristocratique du bicaméralisme, proposant le 15 mai 1874 un « Grand Conseil des Notables », qui « mêlait membres nommés à vie par le président de la République, membres de droit éminents et membres élus par les capacités ».
Repoussé par les républicains et les bonapartistes, ce projet est aussi contesté au sein de son courant, l'orléanisme et fait tomber son gouvernement le 16 mai 1874.
Le 30 janvier 1876, il est élu sénateur de l'Eure et le restera jusqu'en 1885. De fait, il dirige alors la droite modérée.
À la suite de la crise du 16 mai 1877 et de la démission du ministère Jules Simon, le maréchal de Mac-Mahon l'appelle, malgré le manifeste des 363, à former un cabinet de résistance, dont il prend le ministère de la Justice et la présidence du Conseil, le 17 mai 1877.
Il s'efforce alors de réunir une majorité à la Chambre des députés, puis demande au président de la République de la dissoudre. Désavoué par le résultat des élections législatives des 14 et 28 octobre 1877, il démissionne le 19 novembre.
Il continue ensuite à siéger au Sénat dans les rangs conservateurs. Candidat au renouvellement de son mandat, il échoue le 6 janvier 1885, par 523 voix contre 533 au républicain (le général) Alphonse Lecointe.
Il se retire alors de la vie politique.

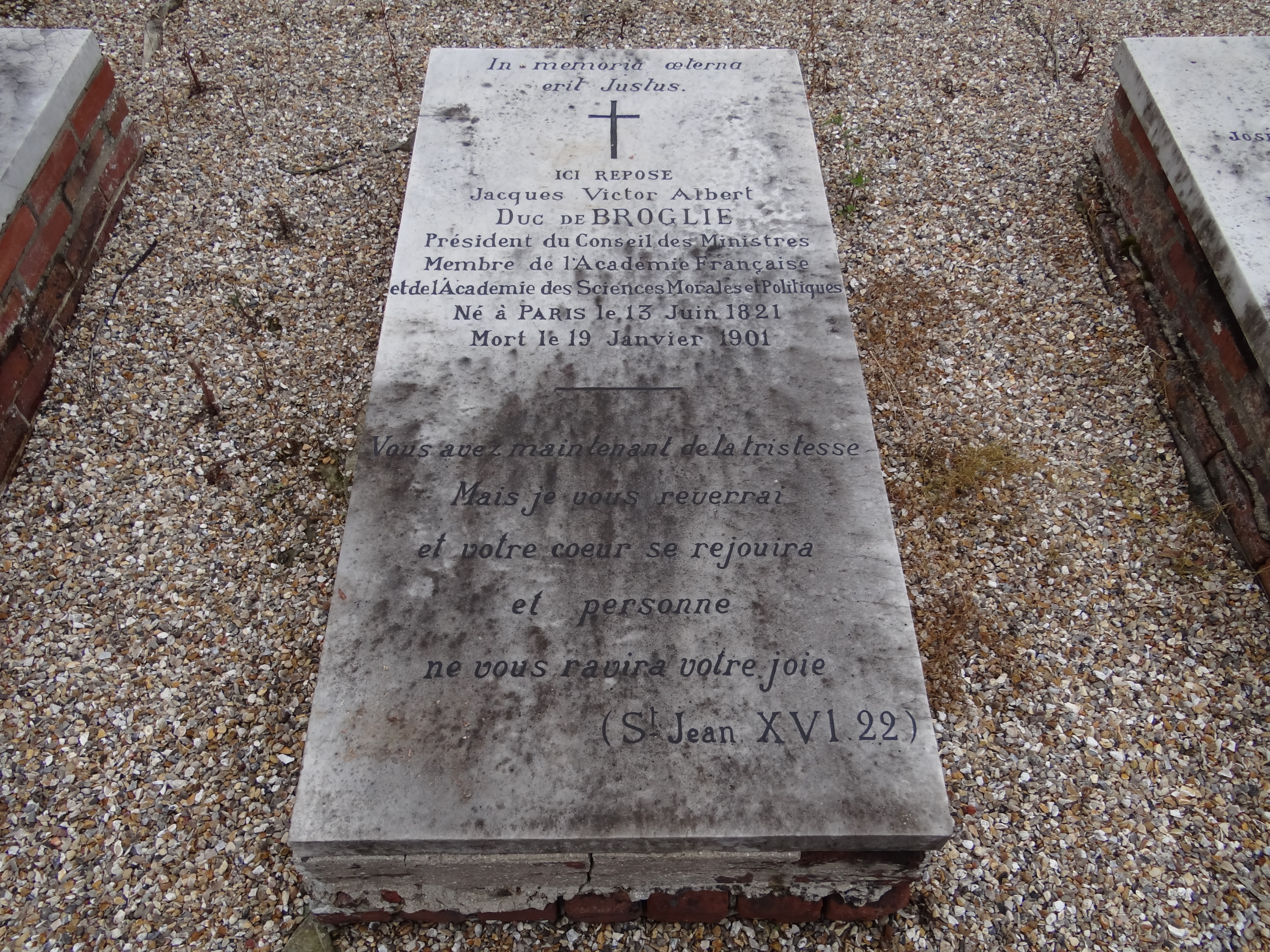
La tombe d'Albert de Broglie au cimetière de Broglie (Eure).

### Fonctions ministérielles
- Gouvernements de Broglie (1), de Broglie (2) : président du Conseil des ministres et ministre des Affaires étrangères (jusqu’au 26 novembre 1873), puis ministre de l’Intérieur
- Gouvernement de Broglie (3) : président du Conseil des ministres et ministre de la Justice

### Membre de l'Académie française
Il est élu en 1862 au 18e fauteuil de l'Académie française, comme son père l'avait été en son temps. Il y succède au Père Lacordaire par 26 voix sur 29 votants.
Il est reçu à l'Académie le 26 février 1863 par Saint Marc Girardin.
Il est élu en 1895 à l'Académie des Sciences morales et politiques (Section d'histoire générale et de Philosophie), où il succède à Victor Duruy.
Il laisse des Mémoires et d'importantes études historiques.

### Mariage et descendance

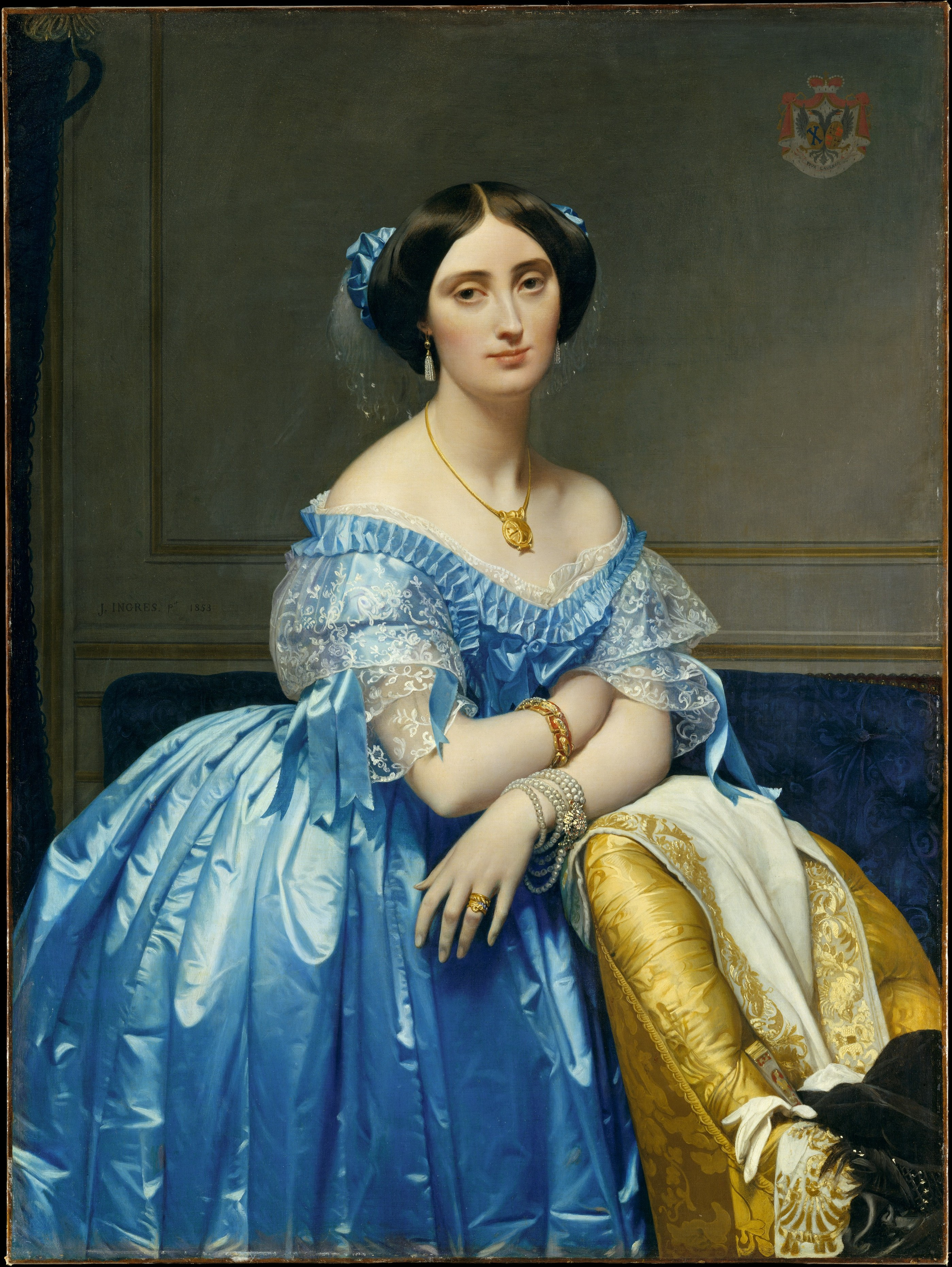
La princesse de Broglie, née Pauline de Béarn, par Jean-Auguste-Dominique Ingres.

Il épouse à Paris le 18 juin 1845 Pauline de Galard de Brassac de Béarn (1825-1860), fille de Louis-Hector de Galard de Brassac de Béarn et de Coralie Le Marois, petite-fille du général d'empire Jean Le Marois.
Le portrait de son épouse, peint en 1851-1853 par Ingres (anc. coll. Robert Lehman) est aujourd'hui au Metropolitan Museum of Art, à New-York.
Dont cinq fils :
- Louis Alphonse Victor de Broglie (1846-1906), 5e duc de Broglie, marié en 1871 avec Pauline de La Forest d'Armaillé (1851-1928). Tous deux sont les parents des physiciens Maurice et Louis de Broglie et de la comtesse de Pange, Pauline de Broglie) ;
- Maurice de Broglie (1848-1862) ;
- Henri Amédée de Broglie (1849-1917), marié en 1875 avec Marie Say (1857-1943), dont postérité ;
- François-Marie-Albert de Broglie (1851-1939), marié en 1884 avec Jeanne Cabot de Dampmartin (1864-1901). Tous deux sont les arrière-grands-parents du duc Victor-François de Broglie (1949-2012), 8e duc de Broglie ;
- César-Paul-Emmanuel de Broglie, écrivain, célibataire (1854-1926)[9].

### Résidences
Le duc de Broglie résidait ordinairement au château de Broglie (Eure) et à Paris, dans l'hôtel situé au 10 rue de Solférino, resté dans sa descendance jusqu'en 1934 et qui sera, de 1981 à 2018, le siège du Parti socialiste.

## Distinctions
- Chevalier de la Légion d'honneur (15 juin 1845)[10]
- Commandeur de l'ordre de Charles III d'Espagne

## Principaux ouvrages
- Système religieux de Leibnitz (1846), traduction en français du Systema theologicum de Leibniz (sur Gallica)
- Études morales et littéraires (1853)
- L'Église et l'Empire romain au IVe siècle (1856-69)
- Questions de religion et d'histoire (2 volumes, 1860)
- Nouvelles études de littérature et de morale (1868)
- Frédéric II et Louis XV (1742-1744) (1885)
- Le Secret du Roi, correspondance secrète de Louis XV avec ses agents diplomatiques (1752-1774) (1883)
- Marie-Thérèse Impératrice (1744-1746) (1888)
- Le Père Lacordaire (1889)
- Maurice de Saxe et le marquis d'Argenson ; la Paix d'Aix-la-Chapelle (1891)
- La Paix d'Aix-la-Chapelle (1892)
- L'Alliance autrichienne (1895)
- La Mission de M. de Gontaut-Biron à Berlin (1896)
- Les grands écrivains français : Malherbe (1897)
- Voltaire avant et pendant la guerre de Sept Ans (1898)
- Saint Ambroise (1899)